# Jorge Teixeira
Jorge Filipe Avelino Teixeira (Lissabon, 27 augustus 1986) is een Portugees voetballer die bij voorkeur als centrale verdediger speelt. Hij speelt vanaf het seizoen 2017/18 voor STVV, dat hem overnam van het Engelse Charlton Athletic FC.

## Clubcarrière
Jorge Teixeira werd geboren in de Portugese hoofdstad Lissabon. Hij speelde in Portugal bij Casa Pia AC, Odivelas FC en CD Fátima. Daarna speelde hij bij het Cypriotische APS Atromitobs en AEP Paphos FC. In 2009 kwam hij bij het Israëlische Maccabi Haifa terecht. In 2010 werd hij voor 1,2 miljoen euro verkocht aan het Zwitsers FC Zürich. Op 20 juli 2010 debuteerde hij in de Zwitserse Super League tegen FC Basel. In januari 2013 werd hij voor zes maanden uitgeleend aan het Italiaanse AC Siena. Op 20 mei 2014 bevestigde Standard Luik de komst van Teixeira, in wie zij hun een linksbenige centrale verdediger zien die zij benodigd achtten.